# Rufina Sergeevna Gaševa
Rufina Sergeevna Gaševa (in russo Руфина Сергеевна Гашева?; Čusovoj, 14 ottobre 1921 – Mosca, 1º maggio 2012) è stata una militare sovietica, navigatrice di Polikarpov Po-2 nel 588º Reggimento bombardamento notturno durante la seconda guerra mondiale e che è stata insignita del titolo di Eroe dell'Unione Sovietica.
Nel dopoguerra continuò a prestare servizio e, prima di andare in pensione, fu docente di lingue straniere presso l'Accademia militare delle forze corazzate Malinovsky. Dopo il pensionamento, Gaševa lavorò nell'Ufficio della letteratura militare straniera del Voenizdat.

## Biografia
Nacque il 14 ottobre 1921 nel villaggio di Čusovoj, si trasferì nel villaggio di Čkalovsk, dove visse fino al 1927. Tra il 1927 e il 1928 visse nel villaggio di Kasimovo, poi a Perm per due anni, fino a trasferirsi a Mosca nel 1930. Nel 1939 si diplomò al liceo e nell'estate del 1941 completò due anni all'Università statale di Mosca di meccanica e matematica.
Sposò il pilota di bombardieri Mikhail Plyats al fronte, nel dopoguerra nacquero il figlio Vladimir e la figlia Marina.

## Seconda guerra mondiale
Si arruolò come volontaria nel settembre 1941. Nel febbraio 1942 si diplomò al corso per navigatori presso la Scuola Militare di Engels. Fu assegnata al 588º Reggimento bombardamento notturno dell'aeronautica militare sovietica, allora di stanza a Engels.
Combatté dal maggio 1942, partecipando alla battaglia del Caucaso. Nel febbraio 1943 il reggimento divenne il 46º Reggimento Bombardieri dell'Aviazione delle Guardie. Gaševa combatté nelle battaglie aeree nel Kuban, nell'Operazione Kerč'-Ėl'tigen, nella battaglia di Crimea, nell'offensiva di Mogilev, nell'offensiva di Białystok, nell'offensiva di Osovets, nell'offensiva di Mlawa-Elbing, nell'offensiva della Pomerania orientale e nella battaglia di Berlino.
Fu abbattuta due volte: nella prima occasione, lei e il pilota raggiunsero le linee sovietiche, ma nella seconda si lanciarono sui campi minati e il pilota Ol'ga Sanfirova rimase uccisa, mentre Gaševa atterrò su un campo minato anticarro diverse centinaia di metri a sud di Sanfirova; dopo essere tornata al suo reggimento, iniziò a volare con Nadežda Popova.
Alla fine della guerra aveva volato in 848 missioni di combattimento come navigatore del bombardiere leggero Po-2; dopo aver accumulato 823 sortite nel dicembre 1944 fu nominata Eroe dell'Unione Sovietica, onorificenza ricevuta il 23 febbraio 1945. Gaševa terminò la guerra con il grado di tenente maggiore, il marito raggiunse il grado di colonnello.

## Nel dopoguerra
Gaševa prestò servizio con il reggimento nel Gruppo di Forze del Nord fino all'ottobre 1945. Nel 1952 Gaševa si laureò presso l'Istituto militare di lingue straniere e divenne docente presso il Dipartimento di lingue straniere dell'Accademia militare delle forze corazzate Malinovsky dove lavorò fino all'agosto 1957. Nel dicembre 1956 si trasferì nella riserva con il grado di maggiore.
Dal 1961 lavorò presso l'Ufficio Voenizdat della letteratura militare straniera, tra il 1967 e il 1972 lavorò presso l'Ufficio per la pubblicazione della letteratura militare in lingue straniere del Ministero della Difesa dell'URSS. Nel 2000 fu promossa tenente colonnello. Visse a Mosca dove morì il 1º maggio 2012 e fu sepolta nel cimitero di Vostryakovsky.